# 陸軍士官学校 (日本)

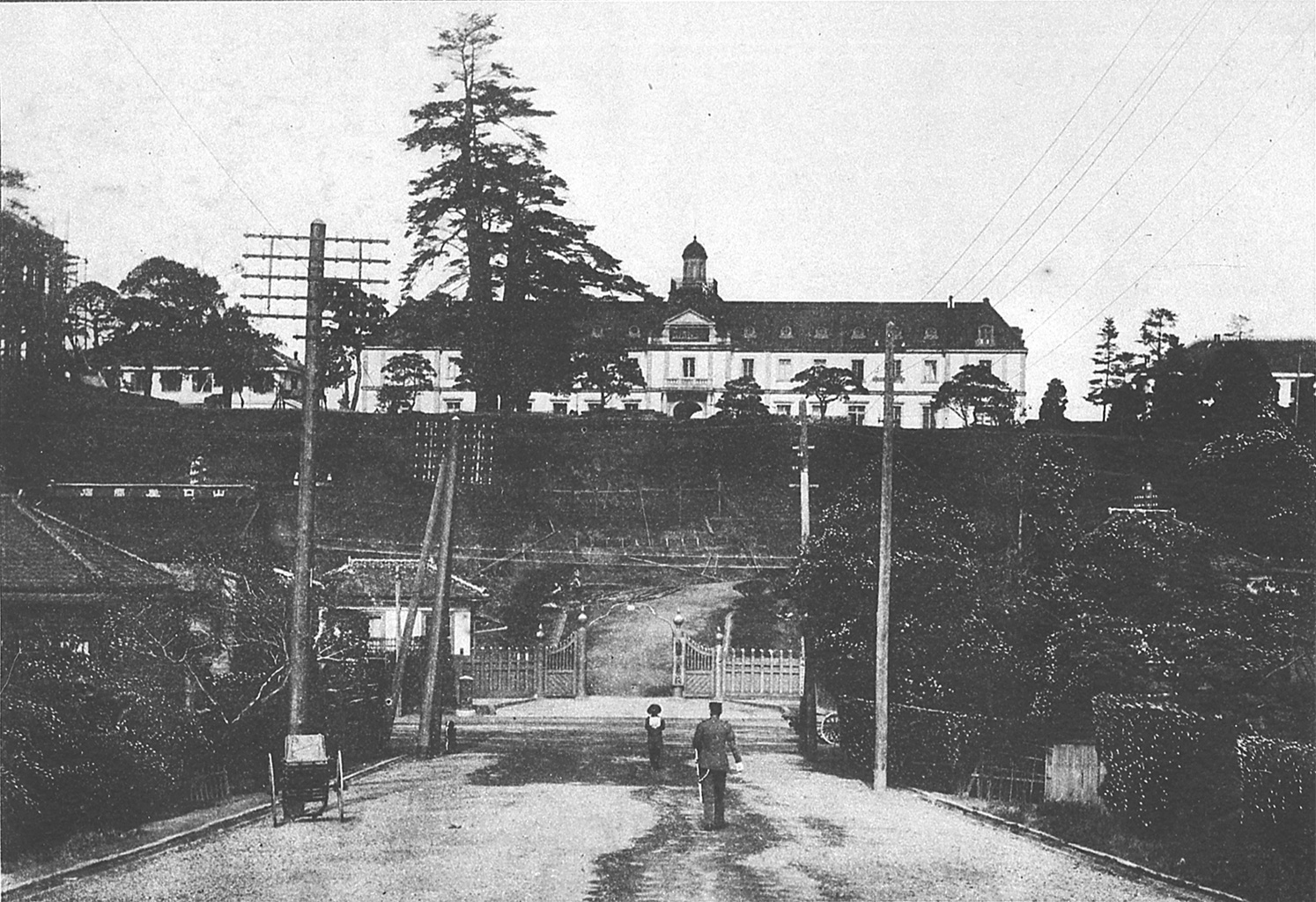
1907年（明治40年）当時、市ヶ谷台の陸軍士官学校本部と正門。「市ヶ谷台上」とも称されていた通り陸士は台地に置かれ、この丘は現在の防衛省市ヶ谷地区にも残り陸士跡に建つ防衛省市ヶ谷庁舎も丘の上にある。本部と正門の間の坂が武窓用語における「極楽坂」と「地獄坂」。
関東大震災罹災により陸士校舎郡は次掲の近代的なものに逐次建替えされている

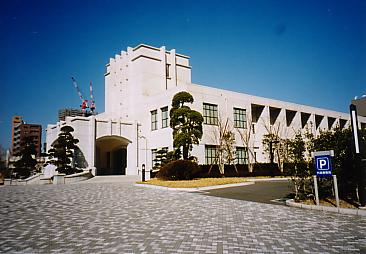
現在は防衛省市ヶ谷地区の市ヶ谷記念館として、部分現存している1937年6月に建設された市ヶ谷台の陸軍士官学校本部（陸軍予科士官学校本部）。防衛庁本庁市ヶ谷庁舎（現・防衛省市ヶ谷庁舎）の新建設に伴い、旧陸士本部は解体・移設を経て一部が復元された

陸軍士官学校（りくぐんしかんがっこう、旧字体：陸軍士官學校󠄁、英語: Imperial Japanese Army Academy）は、大日本帝国陸軍において現役兵科将校を養成する教育機関（軍学校）のこと。通称・略称として陸士と呼ばれる事例もある。

## 概要

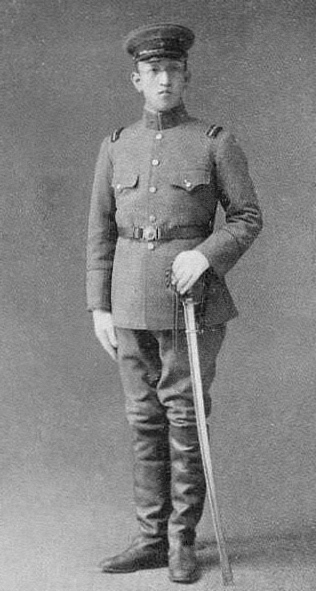
1910年代後期から1920年代最初期頃の士官候補生たる陸軍騎兵軍曹（第32期、賀陽宮恒憲王）

大日本帝国の「陸軍士官学校（陸士）」は、帝国陸軍の現役の兵科の将校となる者を養成する学校である。「現役」とは役種の一種であり、原則的にその定年まで陸軍に在籍し奉職する職業軍人を意味する。「兵科」とは、歩兵や騎兵といった「兵科区分」であると同時に、「特定の兵科区分（広義の戦闘職種たる歩兵・騎兵・砲兵・工兵・輜重兵・憲兵・航空兵）の総称」である（経理・衛生・獣医・軍楽・技術・法務といった後方職種は「各部」と称し「兵科」とは区別される）。さらに1940年（昭和15年、昭和15年勅令第580号・第581号）には兵科区分は憲兵を除き撤廃されており、歩兵や航空兵と称さず一律に「兵科」と称するようになっている（「兵種」および兵種としての歩兵などは維持）。憲兵将校は他兵科（兵種）からの転科者を陸軍憲兵学校にて教育ののち補充させるものであり、陸士では養成しない。「将校」とは陸軍では、役種や兵科部に関係なく大将から少尉までの軍人（将官・佐官・尉官）の総称である。「士官」は「将校」と同義とされることもあるが、陸軍では1937年（昭和12年、昭和12年勅令第12号）まではあくまで『陸軍武官官等表』上では尉官を「士官」と称しており（佐官は上長官、将官は変わらず将官）、「陸軍士官学校」とは尉官を養成する陸軍の学校という意味ともなる。
陸士は、上述の帝国陸軍の中核かつ本流たる未来の高級幹部たらん「生徒」を主に、ほか現役兵科将校となるべき選抜された兵科の准士官・下士官・予備役将校を「学生」、および外国軍将校候補者を「留学生」として迎え入れ将校教育を施す機関でもある（#本科生徒以外の学生等）。

### 「陸士」・「予士」・「航士」

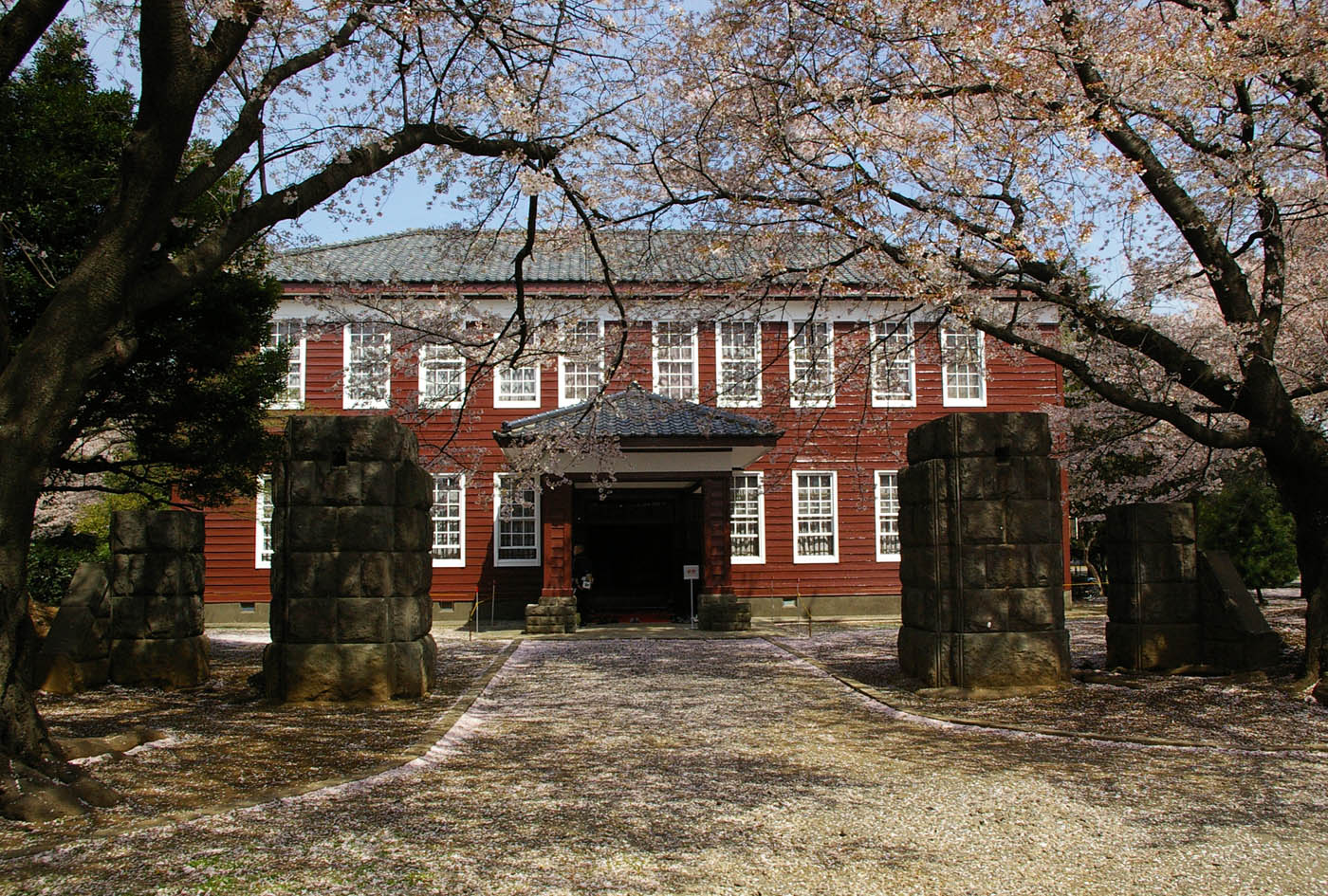
相武台こと座間の陸軍士官学校の皇族舎。1978年、陸上自衛隊によって振武台こと陸軍予科士官学校のあった朝霞（朝霞駐屯地）に移設され、振武臺記念館（振武台記念館）として運用される

帝国陸軍の黎明期からその解体まで組織には幾度の変容があるが、教育段階は旧制学校と同様に本科と予科の二層立てであり、教育内容も明確に異なる（#教育課程）。1937年（昭和12年）には人員増加等を理由に、予科は「陸軍予科士官学校」と分離独立した学校となった。同時期、現役航空兵科将校（陸軍航空部隊向けの航空要員たる現役兵科将校）の教育に特化させた本科として、「陸軍航空士官学校（当初は「陸軍士官学校分校」）も分離独立している。これらはそれぞれ「陸士」・「予士」・「航士」などと略称された（#歴史）。「陸軍予科士官学校」の独立後は本科たる「陸軍士官学校」のみを指して陸士と称されることもあるが、あくまで予士および航士も「陸軍士官学校」である。
陸士と関係する学校としては以下のものが存在する。
陸軍幼年学校（陸幼）は幾度の変容があるが、陸士が予科・本科制度となった1920年代以降は将校候補者すなわち将来は陸士の予科に入校し生徒となる者を、若年時から「純粋培養」する旧制中学校相当の養成機関である。陸幼生徒は陸士の予科生徒と合わせて「将校生徒」と呼称された。陸士の予科の生徒は大別してこの陸幼出身者と一般の中学出身者からなる。
陸軍大学校（陸大）は主に参謀を養成する高等教育機関であり、選抜された陸士卒（己種・丁種学生を含む）の中尉・少尉が入校する。
陸軍経理学校は主に経理部の主計将校（各部将校）を養成する教育機関であり、現役主計将校を養成する陸経の課程は現役兵科将校を養成する陸士と同格の存在であった。1935年に陸士に準ずる予科・本科制に改正し「経理部士官候補生」の制度を導入、陸士の兵科士官候補生（陸士生徒）と同様の待遇を施している。陸士より要求身体能力（主に視力）が緩く、現役主計将校の召募人数は少なかったこともあり入校倍率は極めて高倍率であった。なお、陸経ではほかに甲種幹部候補生出身の予備役主計将校の養成も行っているが、これは経理部士官候補生の制度とは全く異なる。
満洲国陸軍軍官学校（満洲帝国陸軍軍官学校）は満洲国軍（満洲帝国軍）の軍官学校（士官学校）であり、一定数の日本人日系生徒が予士から進学しているほか、満洲人・朝鮮人・蒙古人からなる現地の満系生徒の優秀者は陸士に留学した。
1938年（昭和13年）以降、甲種幹部候補生出身者を生徒とし、予備役兵科将校を養成する教育機関として陸軍予備士官学校（予備士）が複数校設置されている。「予備役」兵科将校を養成する陸軍予備士官学校は、「現役」兵科将校を養成する陸軍士官学校（および士官候補生を養成する陸軍予科士官学校）とは全く異なる別種の士官学校である。

### 生徒・学生
制度にも幾度の変容があるが、1937年の改制移行は概ね予科の生徒は「生徒」（「陸軍予科士官学校生徒」・「将校生徒」）と、一方で本科の生徒は特に「士官候補生」（「候補生」）と称する。そのため予科生徒は校内では「田中生徒」、本科生徒は「佐藤候補生」と、予備役将校・准士官・下士官からなる「学生」は元の階級に拘らず「山田学生」などと呼称され校内では平等に扱われる。これら生徒・学生は陸士校歌の第2番歌詞では「市ヶ谷台の若桜」（「相模原の若桜」・「振武の台の若桜」）と形容されている。
生徒は生徒隊のもと各中隊の各区隊に属し（第1中隊第2区隊等）、それぞれ将校である中隊長と区隊長がこれを率いる。区隊長は全陸軍から選抜された大尉・中尉であり、区隊三十数名程の生徒に触れ合う存在であるため直接至大な影響を与えていた。予科では品行方正かつ学術優秀な第2学年の上級生が命ぜられ、各区隊ごとに1名ずつ、第1学年の下級生と寝台・自習机を共にし日夜指導を行う指導生徒（旧称は模範生徒）制度がある（陸幼では類似する模範生徒の制度があった）。また、取締生徒と称す、各区隊ごとに生徒が順番に一週間交代で就き自治を行う週番勤務制度もある。

### 「市ヶ谷台」・「相武台」・「修武台」・「振武台」
学校住所は、長らくは本科・予科共に東京の「市ヶ谷台」に所在していたが、1937年に本科（陸士）は神奈川県座間へ（航士は埼玉県入間に設置）、予科（予士）は1941年（昭和16年）に埼玉県朝霞へそれぞれ移転している。陸士自体の通称でもあった「市ヶ谷台」の名に倣い、座間移転後の陸士には「相武台」、入間に新設の航士には「修武台」　朝霞移転後の予士には「振武台」の名が、それぞれ当時の大元帥たる昭和天皇から与えられている。陸士の生徒・学生を指して「台上の人」という呼称はこれに由来する。この慣習は陸士以外の将校および将校候補者の養成学校にも取り入れられ、陸軍経理学校の「若松台」、東京陸軍幼年学校の「健武台」、仙台陸軍幼年学校「三神峯台」、名古屋陸軍幼年学校の「観武台」、大阪陸軍幼年学校の「千代田台」、広島陸軍幼年学校の「鯉城台」、熊本陸軍幼年学校の「清水台」、および満洲帝国陸軍軍官学校の「同徳台」がある。
陸士・予士が去った市ヶ谷台には陸軍省・参謀本部・教育総監部・陸軍航空総監部といった「省部」が三宅坂から移転し帝国陸軍の中枢となった。市ヶ谷台は敗戦後はアメリカ軍による接収を経て、陸上自衛隊市ヶ谷駐屯地・海上自衛隊市ヶ谷地区・航空自衛隊市ヶ谷基地となり、東部方面総監部・統合幕僚学校・陸海空各幹部学校などを配置。2000年（平成12年）5月には防衛庁（現防衛省）本庁が檜町地区から移転、現在の市ヶ谷台は防衛省・統合幕僚監部・陸上幕僚監部・海上幕僚監部・航空幕僚監部などが所在する、日本の国防の中枢となっている（防衛省市ヶ谷地区）。相武台（座間の陸士）はアメリカ陸軍キャンプ座間の一部および陸上自衛隊座間駐屯地、振武台（朝霞の予士）はアメリカ陸軍キャンプ・ドレイクを経て陸上自衛隊朝霞駐屯地、修武台（入間の航士）はアメリカ空軍ジョンソン基地を経て航空自衛隊入間基地である。このほか、予備士官学校であるが久留米第一陸軍予備士官学校跡地が陸上自衛隊幹部候補生学校（前川原駐屯地）となっている。
なお、神奈川県座間市と同県相模原市南区に残る地名である「相武台」は、文字通り座間時代の陸士の賜名が由来である。また、小田急電鉄小田原線「相武台前駅」および、東日本旅客鉄道（JR東日本）相模線「相武台下駅」の両駅名も同様である。

### 遺構

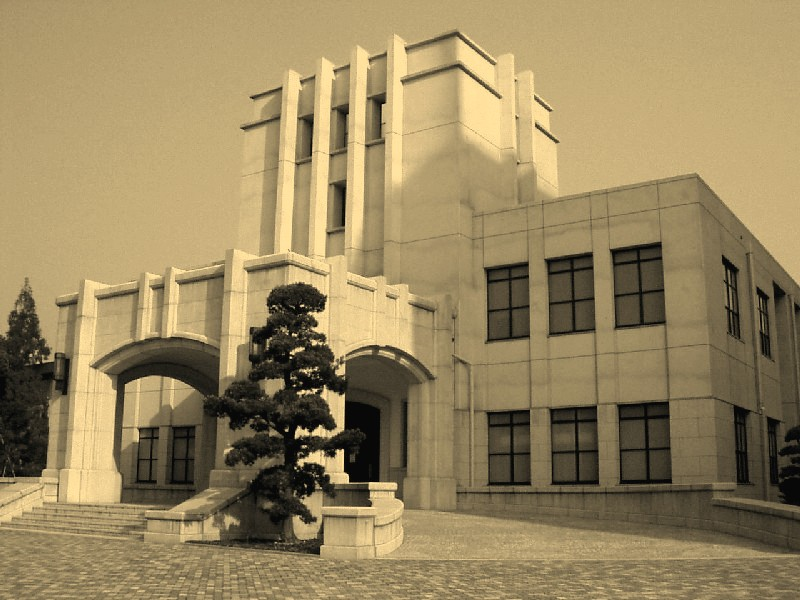
市ヶ谷記念館

防衛省市ヶ谷地区には陸士の座間移転直前となる、1937年6月に建設された陸士本部（陸士の座間移転後は予士本部）が部分移設ののち現存しており、内部に同じく陸士時代の大講堂・便殿の間・校長室（予士の朝霞移転後は陸軍省が入居し陸軍大臣室）を有する市ヶ谷記念館として一般公開（市ヶ谷台ツアー）されている。
キャンプ座間には、陸士（相武台）時代の大講堂などが現存し改装を経て在日アメリカ軍が現役で使用している。また、座間時代の陸士（相武台）にあった皇族舎（東久邇宮彰常王と賀陽宮邦寿王が利用した宿舎）が、1978年（昭和53年）に陸自によってキャンプ座間から予士（振武台）があった朝霞駐屯地へ移築され、予士の史料を展示する振武臺記念館（振武台記念館）となっている。同記念館は、隣接する陸上自衛隊広報センターの来館者に内部が公開されている。
入間基地には、航士（修武台）時代の学校本部が修武台記念館としてあったが、老朽化のため2005年（平成17年）に閉館し解体。しかし、2012年（平成24年）に航士本部時代の外観を再現した修武台記念館（修武台教育講堂・航空歴史資料館修武台記念館）が開館し、陸軍航空部隊の史料を中心とした空自隊員用の教育施設となっている。
陸自・空自が運用するこれらの遺構・記念館は、陸士・予士・航士の関係資料を収蔵・展示し、帝国陸軍の士官学校の歴史を今に伝えている。

## 教育

### 教育綱領

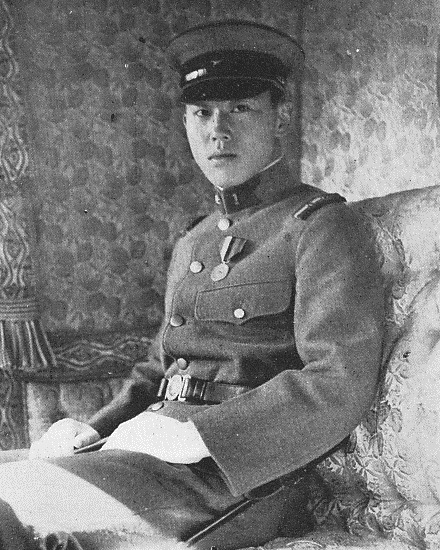
1932年頃の士官候補生たる陸軍砲兵軍曹（第45期、李鍝公）

以下は1932年（昭和7年）改正『陸軍士官学校教育綱領』冒頭の抜粋である。

### 教育課程

#### 予科
「陸軍士官学校」は文字通り現役兵科将校を養成する軍学校であるが、専門の軍事教育（「軍事学」）は主に本科（陸士）にて行われる。そのため、予科（予士）では旧制高等学校に準ずる「普通学」をメインに受ける。1932年当時の予科の教育課程表は以下となっている。
修身、国語および漢文、外国語（英語・ドイツ語・フランス語・ロシア語・中国語から一つを選択）、歴史、数学（三角法・幾何および微積分・代数）、物理、化学、地理、心理および論理、法制および経済、図画。教育時間数では、外国語が計402コマ、数学が計318コマ、国語および漢文が計269コマ、物理が167コマ、化学が100コマなどとなっている。これらは予科の「教授部」の主に文官教官（陸軍教授）によって教育される。軍人としての教育は「訓育部」の主に武官教官によって教練、陣中勤務、射撃、剣術、体操、柔道、馬術、訓話、学科、内務指導および検査の課程があった。これらのほか、各見学や野営演習、遊泳演習も実施された。
予科は自衛隊における防衛大学校に相当・類似する。

#### 本科
対して、軍事学をメインとする本科の教育課程は以下となっている。
戦術学、戦史、軍制学、兵器学、射撃学、航空学、築城学、交通学、測図学、馬学、衛生学、教育学（軍隊教育・一般教育）、外国語、校内教練、校外教練、陣中勤務、射撃、剣術・体操・馬術、典令範・服務提要となっている。重点が置かれている外国語は予科教育（普通文書を読解および日常会話・作文可能な程度）に連繋し、本科では主として軍事に関する読書力増進に力むものとされている。これらのほか、現地戦術、測図演習、野営演習、各見学も実施された。
本科は自衛隊における陸上自衛隊幹部候補生学校に相当・類似する。

### 受験
陸士が予科・本科制度となった1920年の『陸軍士官学校令』では、「四　予科生徒ハ、陸軍幼年学校ヲ卒業シタル者、又ハ陸軍将校タルコトヲ志願シ、召募試験ニ合格シタル者ヲ以テ之ニ充ツ」と定められている。「召募試験ニ合格シタル者」とは概ね旧制中学4年修業「程度」の「学力」を「持つ」者を想定しており、修業・卒業といった学歴は必須ではない。陸幼卒業者は無試験で陸士予科へ入校できる。概ね陸士予科（予士）入校時の年齢は最若年者で16歳からとなる。さらに、徴集によって帝国陸軍に在営中の現役下士官および兵であっても、陸軍将校たることを志願し陸士予科（予士）の召募試験に挑み生徒となることは可能である（このいわゆる「部内受験」は少尉候補者（己種学生）とは全く異なる）。著名者としては二等兵として入営ののち、仙台陸軍教導学校を経た軍曹時代に陸士を受験・合格、24歳で予科へ入校（将校生徒）、かつ本科（士官候補生）の歩兵科を首席で卒業した第52期生若林東一大尉が居る。
陸士の位置付けは旧制高等学校、大学予科、旧制専門学校などに相当する。
他の教育機関と異なり、卒業後わずか20歳あまりで高等官（予科入校後は本科に進み卒業後は極短期間の見習士官を経て陸軍少尉に任官すると高等官八等）になれる陸士は魅力的で、全国の旧制中学校の秀才を集めた。第一高等学校・第三高等学校・陸軍士官学校・海軍兵学校の難関4校は「一高三高陸士海兵」と並び称された。また、資金難など生活面から旧制高校や大学予科などの上級学校に進学できない、ないし旧制中学を中途退学せねばならない家庭の子にとって、授業料なく無償で高等教育（第二次世界大戦後は旧陸士卒業生の進学等では、短期大学相当の教育程度と認定されている）を受けられる陸士は憧れの的であった。なお、国民生活が比較的豊かになった1930年代末頃においても、旧制中学進学率は全体の8%程度であり（旧制中学校#進学率）、大半の国民は高等小学校・青年学校で終了し旧制中学を含む旧制中等学校へは進学出来なかった。大日本帝国においては旧制中学時点で既に一握りの恵まれた存在であり、旧制高校は純然たるエリート、旧制大学に至っては雲上の存在である。陸士（および海兵）は将校たる軍人を養成する教育機関であることから、実質学力のみが重視される旧制高校と異なり、相応の身体能力や精神力が求められ、学力試験と共に厳格な身体検査や身辺調査をもパスする必要があるため相応ないしそれ以上の難度があった。一方で、支那事変（日中戦争）以降は陸士・海兵共に採用人数を増員しているため、相対的に入校難度は低下している。
なお、陸士および海兵を指してその入校難度が短絡的に「現在の東京大学並」とされることがあるが、これは当時と戦後とでは学制が大きく異なるため不適当である。あくまで陸士・海兵は当時の学制では旧制高校相当であり、旧制大学たる東京帝国大学とは明確に位置付けは異なる。陸士・海兵と並び称されていた第一高等学校（一高）が、第二次大戦後の学制改革によって「東京大学の教養学部前期課程（2年間）」の母体となっているだけである。他の旧制高等学校も多くは新制大学の教養部の母体となっている。

次の資料によると、明治時代はそれほど難易度は高くなかったようである。

## 歴史

### 起源
明治元年8月に京都に設置された兵学校（後に兵学所と改称）が起源とされる。これは大村益次郎の大阪に軍事施設を集約させる構想により明治2年9月に大阪へ移転して兵学寮となる。ただし、この頃の資料は維新直後の混乱期であり幾分資料に混乱がみられ、大阪城天守閣(大阪市役所)は「明治2 1869 12月、大阪城内に大阪兵学寮が開校する。」と3ヶ月ほどずれた記載なども見られる。これは明治2年7月付近から関連施設たる兵部省大阪出張所役庁 、造兵司、軍事病院などの諸施設が大阪城本丸や二の丸(一部訓練所は大阪城外至近距離) に設置されていった為に実質的に同等の周辺施設と混同していた可能性がある
)がはっきりしない。具体的な月日細部に混乱が見られるが、兎も角明治最初期から大村構想により大阪城に日本陸軍の最初期施設が集合した。これは、大村が西南戦争を予測していた為に九州へ海運で運びやすい大阪に練兵施設等を集中させたと言われている。その後1871年（明治4年）、大阪兵学寮は陸軍兵学寮と海軍兵学寮に分離され、12月7日には東京の和田倉門外に移転する。翌1872年（明治5年）12月28日、陸軍兵学寮の中に「士官学校」「幼年学校」「教導団」の三校舍を設けた。

### 士官生徒制度（フランス式旧陸軍士官学校制度）

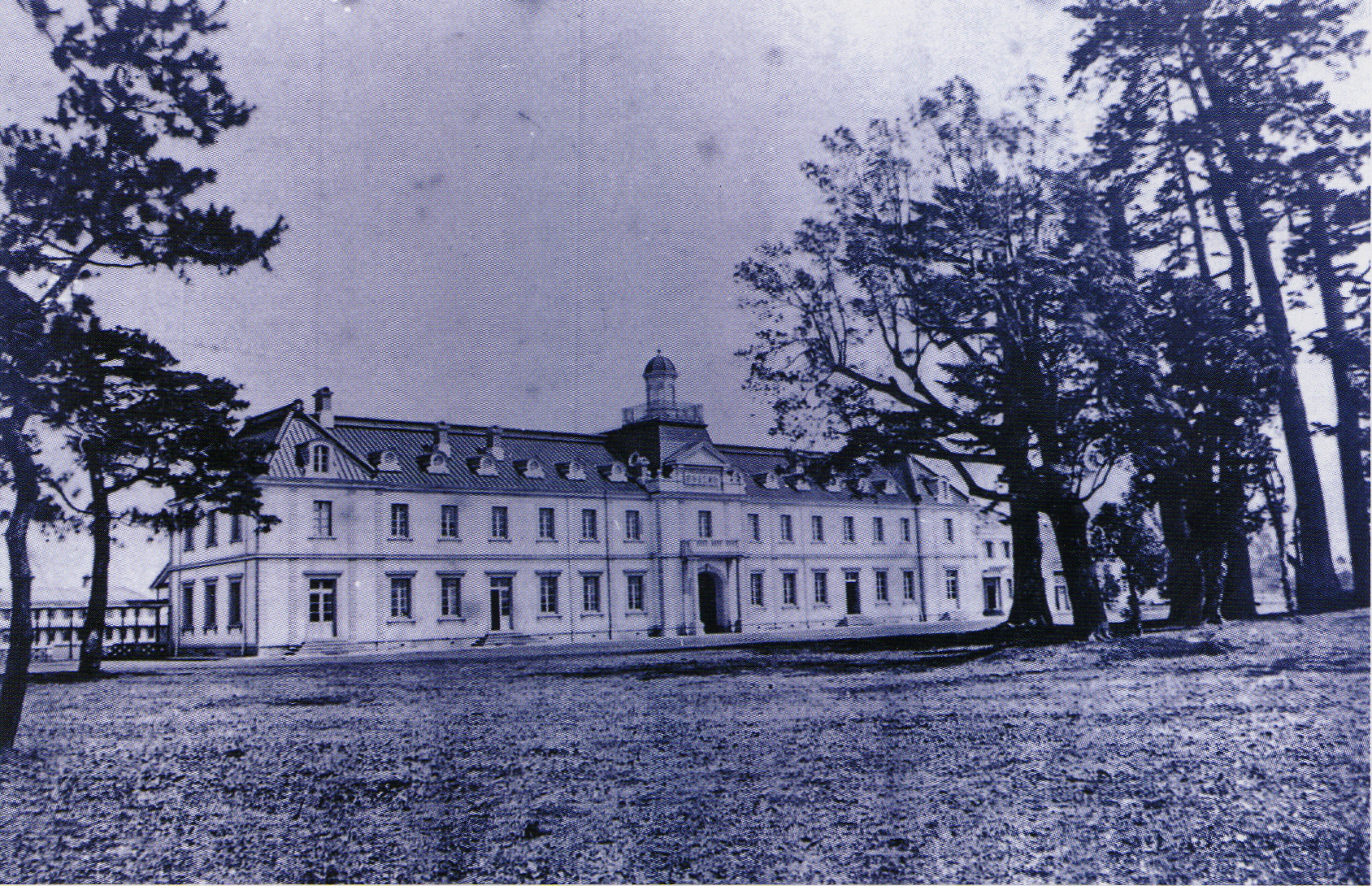
1874年、開校当時の陸軍士官学校

1874年（明治7年）11月2日の陸軍士官学校条例 により、12月市ヶ谷台に陸軍士官学校が開校され、1875年（明治8年）2月第1期の士官生徒が入校した。いわゆる旧陸軍士官学校、ないしは旧陸士と呼ばれるものである。教育制度はフランス式で、フランス陸軍から招聘した教官が指導した。
この修業期間は兵科によって異なっていた。歩兵・騎兵は当初2年であったが、1876年（明治9年）に3年に変更された。砲兵と工兵は当初3年であったが、1876年（明治9年）に4年、1881年（明治14年）に5年へと延長された。砲兵と工兵は在校期間が長く、少尉に任官した後も在校した。これを生徒少尉と称した。士官生徒制度は第11期生までで終わった（士官生徒卒業生は1285名）。
学習内容は1学年では幾何学・代数学・力学・理学・化学・地学。2学年で軍政学・兵学・築城学・鉄道通信学などを学ぶ。
この教育制度の特徴は砲兵と工兵の教育期間が長いことであった。加えて、後の士官候補生制度（ドイツ式陸軍士官学校制度）とは異なり、フランス式幼年学校出身者には、兵や下士官の経験を踏ませることなく、軍隊内のエリートとして将校を養成したことであった。これは将校へのなり手が少なかった近代フランスでは有効であり、早急に近代的な将校が必要とされた日本でも有効であった。とはいえ、設立当初の生徒はエリート育成とは程遠い荒くれ者ばかりで喧嘩が絶えず、歩兵科に至っては素行点が零点というものがほとんどであった。特に2期生と3期生の大規模な喧嘩は有名で、軍法会議で放校処分になった者が出るほどであった。
近代フランスでは、ドイツとは異なり、宮廷官僚や、行政司法官僚、地主などの、貴族の子弟から将校を輩出する将校任用制度は、フランス革命とナポレオン戦争中、消滅していた。フランス革命軍およびナポレオン軍では、将校は、平等に互いに選び合う、兵と下士官の互選選挙によって選ばれ、軍団を管轄する元帥によって採用され任用された。しかしルイ王制時代は士官学校入学許可は貴族子弟だけで、互選将校は過去に専門の士官学校教育を受けていなかったため、騎兵元帥ミシェル・ネイのごとく、各兵科間の戦術の融通性をしばしば欠いたり旺盛な戦意のあまり攻勢に固執し撤退時期を誤るなど戦略眼の狭い者もいた。フランス革命とナポレオン戦争中の身分制による将校の消滅後、近代フランスでは、裕福な官僚やブルジョワジーから高学力の子弟を募集し、試験制度によって幼年学校、士官学校に入校させ、士官学校卒業後将校に任用した。彼らの教養ある裕福な父母を懐柔するため、粗野な兵や下士官から隔絶された、まったくのエリートとしての将校教育制度が成立した。
日本ではフランス式旧陸軍士官学校へは、フランス式幼年学校出身者のみならず、戊辰戦争を経験した兵卒上がりの部隊下士官や、田中義一のように下士官養成機関であった教導団出身の下士官なども入校した。フランス式旧陸軍士官学校の特色の一つは、そのような下士官を将校に取り立てることであった。彼らは年長で少尉となり、陸大閥が出現する以前の長州閥や薩摩閥上原勇作派を中心とした、陸軍将校団の主軸ともなった。他方、フランス式幼年学校から、フランス式旧陸軍士官学校に入学した若年層がいた。彼らは、明治維新後没落した貧困な旧藩などの初等教育がほどこされた子弟であったともされている。後のドイツ式陸軍士官学校制度とは異なり、彼らは教育をになった平時の中隊の内務班へ派遣されることがなかったため、兵や下士官の経験を経なかった。このためフランス式幼年学校出身で、フランス式旧陸士を卒業した若年少尉は、隊付将校となってもしばしば軍隊勤務の適性なく、中途で退職する者が多く出た。
なおフランス式旧陸士入学者には、旧制中学校出身者は含まれていない。その理由は、初の中学校令であった1886（明治19）年4月勅令第15号『中学校令』によって、旧制尋常中学校が、高等中学校（後の旧制高校）と共に設置された。すなわちフランス式旧陸軍士官学校は、明治19年勅令第15号『中学校令』が公布される以前の制度だったからである。旧第2期井口省吾や旧第11期奈良武次が、旧制中学校卒業ではなく、私塾や私立学校卒業後、フランス式旧陸士に入学したのは、旧制中学校の制度がまだできていなかったからである。次にあげる、初のドイツ式『陸軍士官学校官制』の公布は、明治20年勅令第25号によってであり、明治19年勅令『帝国大学令』『中学校令』発布の後であった。
1877年の西南戦争の際にはまだ入校して1、2年足らずの1期生と2期生が見習生として動員され、校長の曾我祐準や陸軍卿山縣有朋までもが出兵している。この影響で同年2月に入学する予定の3期生は西南戦争で同年5月まで待機させられており、秋山好古などがその一人であった。

### 士官候補生制度採用

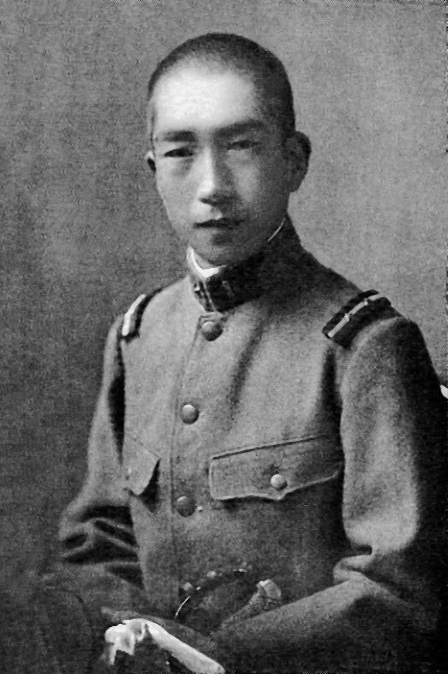
1920年代後半頃の士官候補生たる陸軍騎兵軍曹（第42期、竹田宮恒徳王）

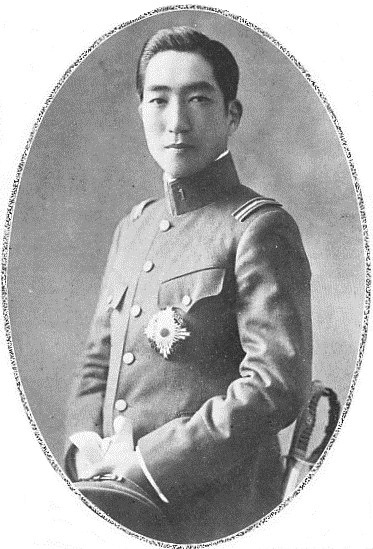
陸士を卒業し原隊（騎兵第1連隊）に戻り数ヶ月の見習士官生活を経て、晴れて陸軍騎兵少尉となった当時の竹田宮恒徳王（第42期）。少尉任官をもって軍服は将校准士官服制の物となる、恒徳王の軍装品一式は青年将校文化を強く表す瀟洒な物

1887年（明治20年）にドイツ（プロシア）式の士官候補生制度になる。1889年（明治22年）に第1期生が入校する。士官候補生は陸軍幼年学校及び旧制中学校出身者からなり、指定された連隊や大隊（これを原隊という）で下士官兵（一等兵又は上等兵から始まる）として隊付勤務（隊附勤務）を経た後に、士官学校に入校する。下士官兵としての隊付勤務を経る点が海軍兵学校（海軍の同様の現役兵科将校養成機関）と大きく異なる。
中学校出身者は、12月に士官候補生たる一等兵として入隊し、翌年6月に上等兵に昇進する。幼年学校出身者は、中学校出身者が上等兵となるのと同時に上等兵として入隊する。8月に伍長となり、12月に軍曹となる。軍曹に昇任すると同時に、陸軍士官学校に生徒として入校する。士官学校を卒業すると曹長に進級し、見習士官となって原隊に復帰する。半年ほどで、原隊の将校団の推薦（伝統の建前）により少尉に任官するという建前になっていた。
1896年（明治29年）5月15日、陸軍中央幼年学校条例及び陸軍地方幼年学校条例が制定され、陸軍中央幼年学校を東京に1校、陸軍地方幼年学校を仙台、東京、名古屋、大阪、広島、熊本の各地方に設立した。これにより、狭義の幼年学校出身者は地方幼年学校にて3年間を、地方幼年学校卒業後に中央幼年学校に入校して2年間を学ぶこととなり幼年学校生徒の関係が深まると共に、幼年学校出身者と中学校出身者との間に区別意識が強くなったとされる。新制度の中央幼年学校出身者は陸士15期以降である。
1903年（明治36年）6月29日、陸軍中央幼年学校と東京陸軍地方幼年学校の合併のため、陸軍中央幼年学校条例を全部改正し陸軍地方幼年学校条例を一部改正、従来の陸軍中央幼年学校を陸軍中央幼年学校本科に、東京陸軍地方幼年学校を陸軍中央幼年学校予科とした。
1909年（明治42年・隆熙3年）に制定された大韓帝国の勅令「軍部廃止、親衛府新設及之ニ附帯スル件」第3条により、大韓帝国軍の陸軍武官学校は廃止されることが決まり、韓国陸軍武官の養成は韓国の委託により日本の陸軍士官学校で行われることとなる。

### 士官学校予科・本科制度
1920年（大正9年）、従来の陸軍中央幼年学校本科は陸軍士官学校予科に、従来の陸軍士官学校は陸軍士官学校本科となる。
陸士予科の修業期間は4月1日に入校し、2年後の3月に卒業する。予科在校中には階級の指定はなされず、卒業時に階級（上等兵）、兵科及び原隊の指定がなされる。卒業後の4月から半年間の隊付勤務（この間に伍長に昇進）を経て、軍曹の階級を与えられ10月に本科に入校する。本科の修業期間は1年10ヶ月で、翌々年の7月に卒業し、見習士官（階級は曹長）となる。
新制度の陸士予科出身者は本科37期生以降である。
1923年（大正12年）9月1日に発生した関東大震災では陸士も罹災しており、これを機に校舎群はスチーム暖房を備える近代的な鉄筋コンクリート建築に逐次建替えされた。

### 士官学校・予科士官学校

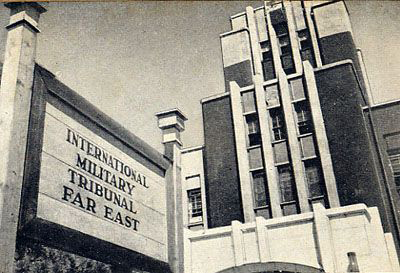
市ヶ谷台の旧陸軍士官学校本部（旧陸軍予科士官学校本部）。大講堂は極東国際軍事裁判の法廷にされた

1937年に、陸軍士官学校本科は陸軍士官学校と改称され、陸軍士官学校予科は陸軍予科士官学校となる。
同年9月30日市ヶ谷で送別式が行われ、陸軍士官学校は座間に移転。
卒業式に行幸した昭和天皇から相武台の名が与えられた。さらに同年10月1日、航空兵科将校となすべき生徒及び学生の教育を行うために、陸軍士官学校分校が設置された。翌1938年12月に同分校は陸軍航空士官学校として独立し、1941年に修武台の名が与えられる。航士では専門教育のため早期に入校をさせ、原則として隊付勤務をしなかった。1941年には予士が朝霞に移転し、振武台の名が与えられた。
1938年に陸士本科の修業期間が1年8ヶ月に短縮され、更に1941年に1年間に短縮される。
1945年（昭和20年）6月に第58期生が卒業し少尉に任官、これは陸士最後の少尉任官期となる。陸軍士官学校が閉校されるのに際して、在校中の第59期生には特別に卒業資格を与えられた。第60期生は、8月28日閣議決定により筆記試験無しで文部省所管の学校に転入させる措置が取られたが、当時の一高はその指示に逆らって転入試験を実施した。陸士全体では、予士在校中に終戦を迎えた第61期生が最後である。

## 本科生徒以外の学生等

### 旧甲種学生（准尉候補者）
ここでいう「准尉」とは、1937年（昭和12年）にそれまでの特務曹長の階級名を改めた准士官のことではなく、1917年（大正6年）に陸軍補充令改正（勅令第97号） により新設された特務曹長の上位となる士官である。この制度の間は陸軍に特務曹長と准尉が併存した。准尉は陸軍武官官等表では少尉と併記され 中隊附の少・中尉と同様の勤務をするが、平時は少尉の下位に置かれ、戦時には必要に応じ中尉または少尉に進級させることができると定められていた。
陸軍士官学校准尉候補者教育条例（軍令）に基き、准尉候補者教育が士官学校で行われた。
現役准尉となるには実役停年2年以上の現役特務曹長の中から「体格強健、人格成績共ニ優秀且学識アル者」 が試験を受け、選抜された者が准尉候補者とされた。准尉候補者は学生として入校し、中隊附下級将校の職務を執るのに必要な軍制、戦術、兵器、築城、交通、地形、剣術、体操、馬術（歩兵は除く）、現地戦術、測図について6月中旬より10月上旬まで約4ヶ月間の教育を受け（ただし大正6年のみは8月上旬より10月下旬に至る約34ヶ月間とされた）、修業試験に及第すると原隊に戻って士官勤務をしながらさらに教育を受けたのち、適格と判断されれば特務曹長から准尉に任官した。
第1期准尉候補者学生修業証書授与式には、大正天皇自らが臨幸するという、本科生徒に準じた扱いがなされた。また、卒業生中の優等者にはいわゆる恩賜の銀時計が下賜された。
1918年（大正7年）10月第2期准尉候補者学生修業考科列序表によると、当該期に修業した学生数は、歩兵202名、騎兵19名、野砲兵32名、野戦重砲兵12名、工兵16名、輜重兵5名の、総計286名であった。准尉制度は1920年（大正9年）8月に廃止された。

### 新甲種・己種学生（少尉候補者学生）
准尉候補者制度が廃止された後、それに代わって少尉候補者制度が新設された。1941年（昭和16年）、各種学生の教育に関する規定が整理され少尉候補者学生は己種学生と呼ばれることとなった（昭和16年5月27日勅令第607号）。

### 新特別甲種・丁種学生（特別志願将校学生）
日中戦争で中堅将校が払底したために、優秀な予備役兵科将校を陸士で教育ののち現役に転役・佐官級にまで昇進させようと、1939年（昭和14年）に新設された制度。特別志願将校（昭和8年勅令第12号により充用された者をいう。特別甲種幹部候補生またはそれ以前の一年志願兵出身者たる予備役将校であるも、志願して軍務に就く者）にして、昭和14年勅令第731号第2条の規定により陸士に派遣される者を以てこれに充て、兵科現役将校たるに必要な教育を行なった（特別志願将校学生）。これは1941年の昭和16年5月27日勅令第607号で丁種学生と呼ばれることとなった。これにより、予備役将校にも大隊長などの職務が開かれることとなり、陸大の受験も許可されている。この制度のおかげで1945年には中佐に昇進する者すら存在した。

### 留学生
1941年（昭和16年）に、外国陸軍将校候補者（留学生）の教育が陸軍士官学校令に明文化される（昭和16年5月27日勅令第607号）。
陸士では、日清戦争直後の1896年（明治29年）1月に李氏朝鮮（のち大韓帝国）から、1900年（明治33年）12月に大清国から、それぞれ多くの留学生を受け入れているのが起源となる。韓国併合後は朝鮮人は一般に受験・入校している（朝鮮人日本兵#陸軍士官学校・陸軍幼年学校）。特に多い中国からの留学生は「清国学生隊」のちには「支那学生隊」が設けられ、最終的には「中華民国留学生」と改称されている。昭和期には満洲国（満洲帝国）、タイ国（シャム国）、蒙古、ビルマ（ミャンマー）、フィリピン、インドからの留学生を迎えている。
これら留学生や生徒・士官候補生は、第二次大戦後に母国などにて活躍した。創設されて間もない頃の韓国軍には、旧日本陸軍の将校を多く含んでおり、韓国陸軍参謀総長も初代から第10代までは日本の陸士または満洲国軍官学校卒業者である（大韓民国陸軍#歴代参謀総長）。旧満洲国の中央陸軍訓練処・満洲国軍軍官学校から陸士へは多くの成績優秀者が留学しており、丁一権や朴正煕など多くの朝鮮人満系生徒が韓国軍や政財界において名を上げている。第二次大戦中には自由インド仮政府から派遣された45人のインド人留学生が在籍しており、戦後はインド軍、パキスタン軍、ビルマ軍の将軍・将校や民間のパイロットとなっている。

## 文化

### 制服

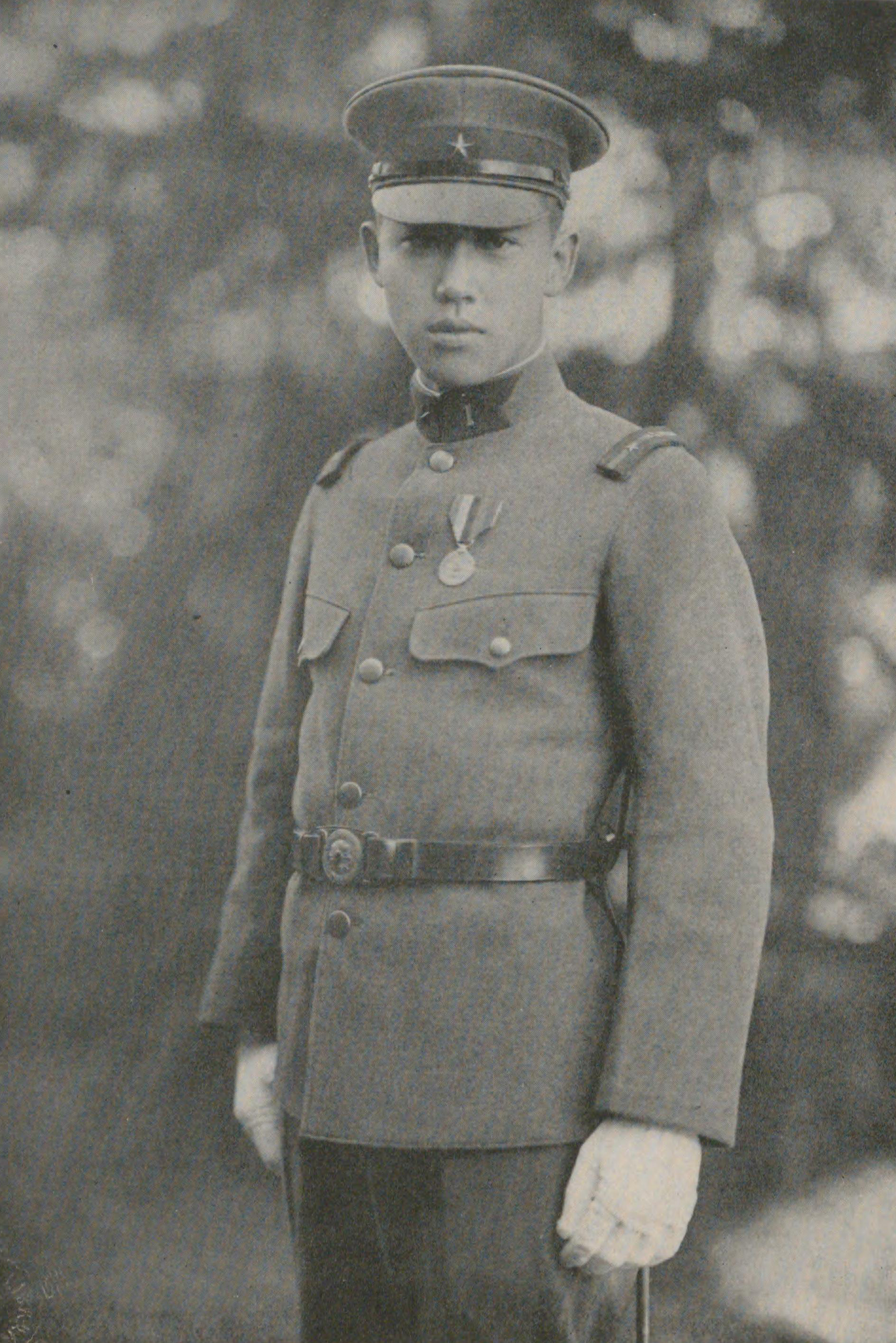
1932年頃の士官候補生たる陸軍砲兵軍曹（第45期、李鍝公）。向かって左襟の砲兵科襟章には襟部徽章（星章）を付し（右襟のアラビア数字は原隊の隊号章）、専用の剣帯、白手袋を着用、銃剣を佩用

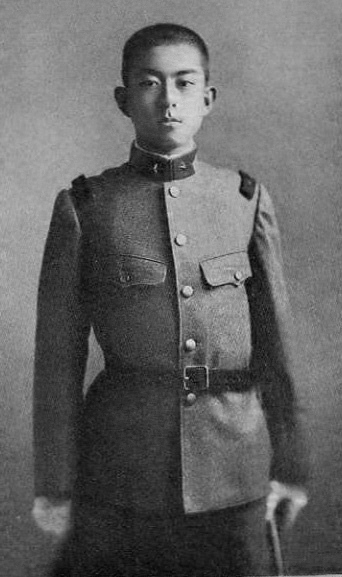
1920年代初期の士官候補生たる陸軍騎兵上等兵（第36期、閑院宮春仁王）。襟部徽章（星章）を付し、白手袋を着用。原隊は隊号の無い近衛騎兵連隊であるため、隊号章は付さず両襟が星章であり、また原隊での撮影のため帯革は一般下士官兵と同様の兵器用を着用

概ね大正昭和期においては、（陸軍幼年学校や海軍兵学校と異なり）予科生徒および本科生徒たる士官候補生に専用の制服（軍服）はなく、基本は下士官兵と同様の官品たる被服を着用するが被服は程度が良い物を優先支給された。本科生徒たる士官候補生は形式上は原隊から陸士へ派遣されている状態であり、被服はその原隊で受領したものである。しかし一般下士官兵と異なり、襟部徽章たる金属星章を付し（1943年には桜葉刺繍付の大型の特別徽章に改正）、将校に準じ手袋（白手袋）を着用し、さらに陸士在校中は将校准士官の刀帯に類似する専用品たる外出用の剣帯・刀帯（バックル部は旭日の意匠、ベルト部は茶革、上衣の上に巻く）を用いた。1938年に陸軍の服制が立襟から折襟に大改正された際（昭和13年制式）、新たに星と桜葉を意匠とする徽章が付されたショルダーボード型の専用肩章が制定されより一般下士官兵との差別化が計られ、この肩章は1943年に線章を追加する改正を経て陸士の解体まで使用された。また1943年には主に航士の士官候補生用として、淡紺青色の台地に星章・桜葉・プロペラ・主翼を意匠とする航空胸章が制定され右胸に佩用した（同胸章はのちに陸軍航空部隊に関係する全将兵へ佩用区分が拡大された）。
また、帯剣として陸士予科生徒と、歩兵・砲兵・工兵・（航空兵）の士官候補生は銃剣（明治末以降は三十年式銃剣）を、騎兵・輜重兵の士官候補生は軍刀（明治末以降は三十二年式軍刀）を佩用する。特筆すべき点としては、予科生徒および歩兵等の徒歩本分兵科・兵種の士官候補生であっても、休日外出時は長靴（ちょうか、乗馬ブーツ）ないし革脚絆の着用が特例で認められていた（乗馬本分兵科・兵種の士官候補生は拍車を付した長靴ないし革脚絆を原則常時着用）。

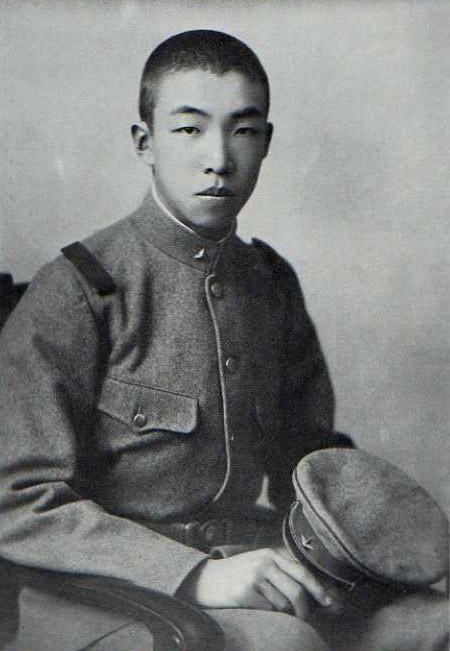
1930年代中期頃の陸軍士官学校予科生徒（第49期、東久邇宮盛厚王）。陸幼と同様に将校生徒である予科生徒は階級および兵科（兵種）が指定されていないため、階級章は星章の無い無地（通称は赤タン）を使用する。襟部徽章（星章）を付し、専用の剣帯を着用
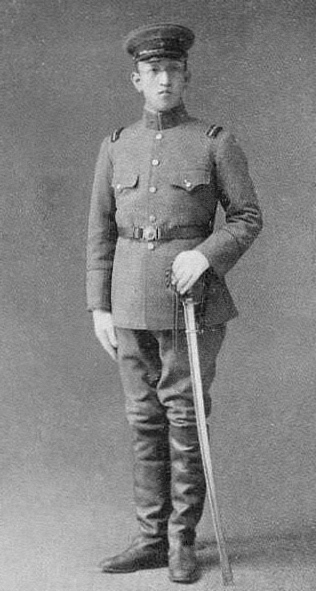
1910年代後期から1920年代最初期頃の士官候補生たる陸軍騎兵軍曹（第32期、賀陽宮恒憲王）。襟部徽章（星章）を付し、専用の剣帯、白手袋を着用。乗馬本分兵科のうち騎兵であるため軍刀を佩用
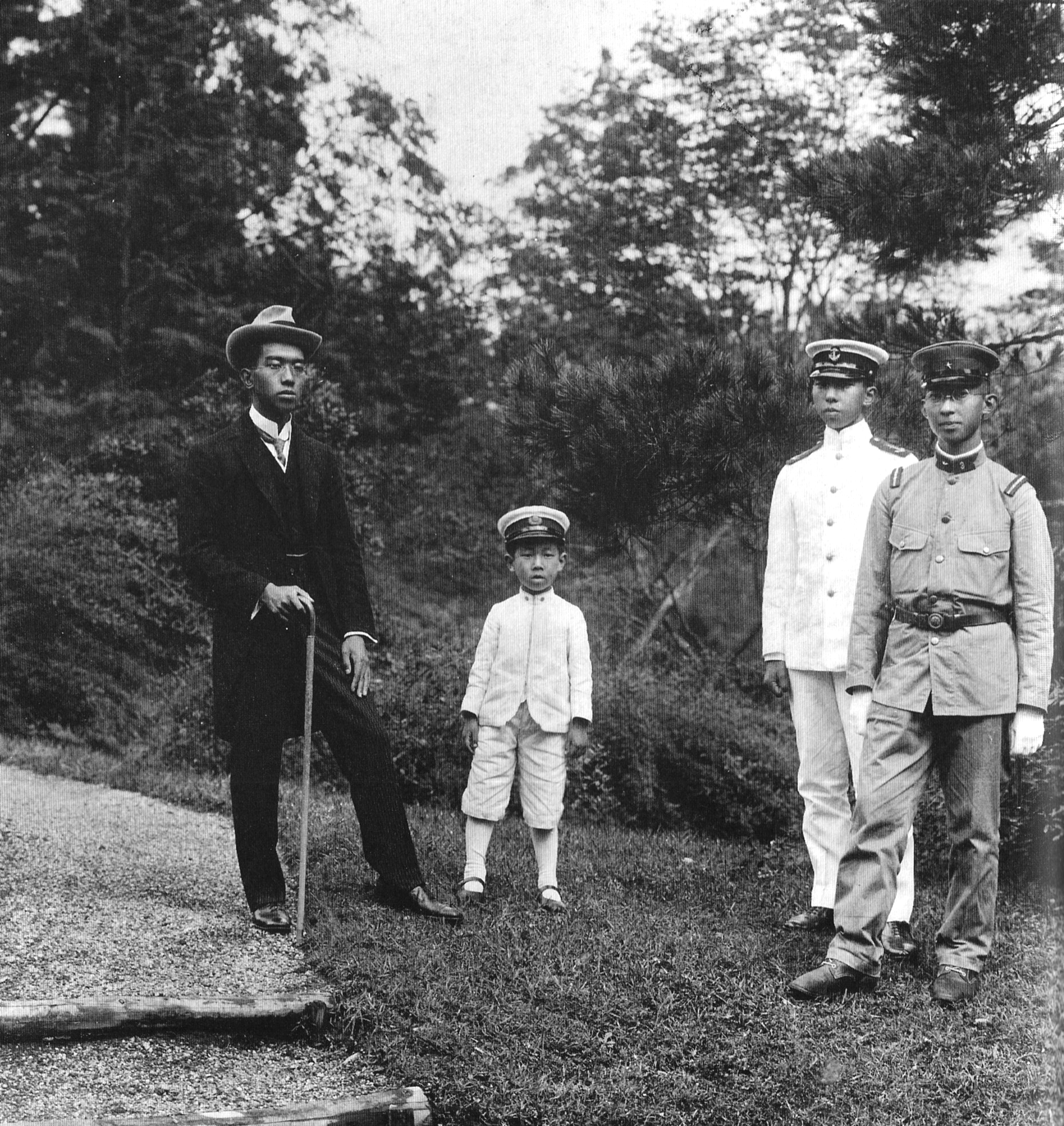
1921年頃の士官候補生たる陸軍歩兵軍曹（第34期、秩父宮雍仁親王）。襟部徽章（星章）を付し（右襟のアラビア数字は原隊の隊号章）、専用の剣帯、白手袋を着用。銃剣を佩用
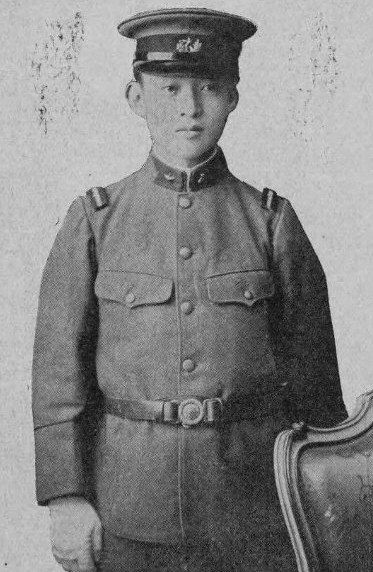
1920年代初期の士官候補生たる陸軍歩兵軍曹（第35期、久邇邦久）。襟部徽章（星章）を付し、専用の剣帯、白手袋を着用。原隊が近衛歩兵第4連隊であるため、軍帽の帽章には桜葉が配されている
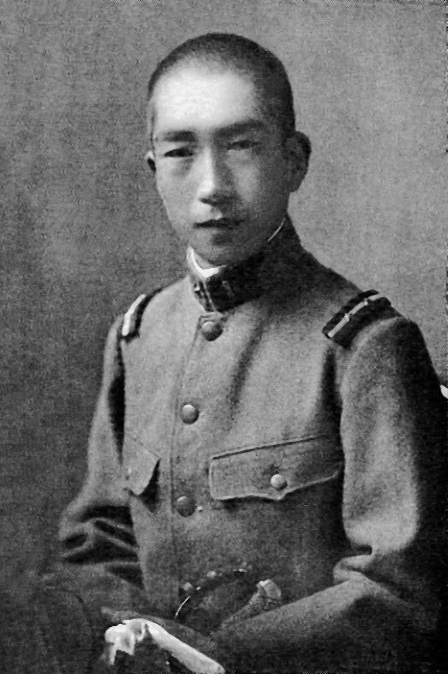
1920年代後半頃の士官候補生たる陸軍騎兵軍曹（第42期、竹田宮恒徳王）。襟部徽章（星章）を付し（右襟のアラビア数字は原隊の隊号章）、白手袋を保持。乗馬本分兵科のうち騎兵であるため軍刀を佩用
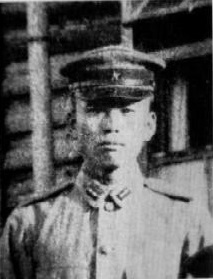
1942年頃の士官候補生たる陸軍軍曹[注 11]（第56期、崔貞根/高山昇）。襟部徽章（金属星章）および専用の肩章を付す

### 校歌
陸士校歌として、1921年（大正10年）に『陸軍士官学校校歌』が制定された。作詞は第36期の寺西多美弥、作曲は陸軍戸山学校軍楽隊。 本歌は1923年に歌詞を大改訂し再制定されている。陸軍士官学校本科（旧）ないし陸軍士官学校（新）と、陸軍士官学校予科（旧）ないし陸軍予科士官学校（新）とで校歌は事実上共通であるが、陸軍航空士官学校は別に『陸軍航空士官学校校歌（作詞は第51期の久保田八雄、作曲は陸軍戸山学校軍楽隊）』が制定されている。
市ヶ谷台時代の歌詞では「市ヶ谷台」・「戸山代々木」などとされていたものは、陸士の座間移転後は「相模原の」・「富士の裾野」、予士の朝霞移転後（『陸軍予科士官学校校歌』）は「振武の台」・「大武蔵野」などと一部変えて歌唱されているほか、歌詞番の加減も行われた。また奈良基地に所在する航空自衛隊幹部候補生学校の校歌は２番の「市ヶ谷台」を「平城台（へいじょうだい）」に替えている以外は歌詞と曲は踏襲している。

### 休日
陸士では、日曜日や祭日に一般休日が設けられており、許可を受けての外出も認められていた（以下、1930年代後期以降の休日外出を例規）。時間は朝食後より夕食時限までの半日間（1月1日・紀元節・明治節・靖国神社例大祭日は日夕点呼時限迄に延長）。乗馬本分兵科（兵種）希望の予科生徒や、乗馬本分者たる士官候補生のうち、希望者は休日に乗馬しての外出が許可されておりこれを「遠乗り」と称した。家族を持つ己種学生は1週間に1回程の外泊が許される（要許可）。
1938年以降の休日外出時の服装は以下の通り（#制服）。
予科生徒および歩兵等の徒歩本分者たる士官候補生であっても、休日外出時は長靴（乗馬ブーツ）の着用が認められているのが特徴である。

#### 日曜下宿
陸士付近には、日曜下宿と称される休憩所が設けられていた。日曜下宿は同郷出身の将校の会などが民家の全部または一部、または店舗一部を借り上げたり、専用建物を建設したものである。1930年代初期時点で数十個が市ヶ谷台付近に存在した。
陸士が市ヶ谷台から相武台、修武台、振武台へ移転や分離後は、市ヶ谷台程の規模にまでは発展せずとも現地で日曜下宿が設けられている。省部移転後の市ヶ谷台の旧日曜下宿は、将校の会合場所や宿泊場所として一部は転用された。

### 百日祭
予科では、卒業式挙行予定日から数えて100日前の日に各生徒の兵科（兵種）や、原隊と称す配属任地（部隊）が決定する。その後の陸軍将校としての人生を左右する重要な要素が決まる日であり、予科卒業百日前は予科生徒にとって特別な意味を持つ日であった。そのため、この日を祝いかつ離別を分かち合う内輪の生徒間で行われていたパーティが「百日祭（ひゃくにちさい）」である。本科（陸士・航士）においても、卒業100日前に予科の時と同様に、長かった修練の慰労と惜別の念を込めて祝われることがあった。百日祭自体は陸士の正式な行事ではなくその起源も不明であるが、明治時代の陸軍中央幼年学校から引き継がれる伝統の行事となっていた。非公式な行事であるためにその開催は柔軟に行われ（校内の生徒集会所や食堂、あるいは校外の料理屋、日曜下宿で行われた例など資料によっていろいろな実施形態が確認できる）、中隊長や区隊長も陸士の先輩であり生徒たちの心を理解して招待を受ければ喜んで参加する者もおり、私的な宴という性格上ある程度の無礼講が許された。日本軍を代表する軍歌のひとつである『歩兵の本領』は、1911年（明治44年）に陸軍中央幼年学校における百日祭を歌ったものが原型である。
このほか陸士では、下士官の階級が与えられ階級章に金線（黄線）が入ることを建前に祝う「金線祝い」、上級生の卒業を祝う「古兵追い出し会」、区隊で行われる「区隊会」、同期間や上下級生間で行われる「コンパ」などパーティは多種存在した。

### 見学旅行
戦間期の本科第41期生から第49期生間では、日清戦争・日露戦争の戦跡にて学ぶ満鮮戦跡見学旅行が実施されている。期によっては帰途、江田島に寄り一泊し海軍兵学校の生徒と交歓が行われたこともあった。

### 卒業式

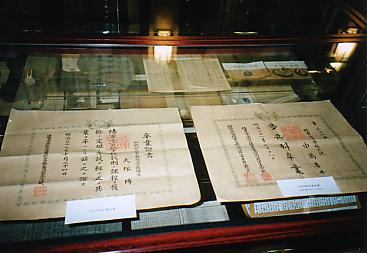
陸士の各種卒業証書。市ヶ谷記念館収蔵品

本科の卒業式には大元帥たる天皇が親臨した。昭和天皇の場合、観兵式場にて乗馬（時代によって「吹雪」・「白雪」・「初雪」の白馬）し整列・分列行進する士官候補生・生徒らを閲兵・観兵。さらに優等卒業生の講演を聴取ののち、卒業証書授与式にも臨御する。
予科の卒業式にはかつては侍従武官の参列が恒例であったが、1934年（昭和9年）の第48期生卒業式を機に皇族の中でも宮家当主（いわゆる「宮殿下」）が台臨することとなっている。
本科・予科の首席以下の優等卒業生には恩賜品（明治30年ごろからは銀時計、それ以前はさまざま）が下賜された。いわゆる「恩賜の銀時計」には「御賜」の文字が刻印されていた。
陸士最後の卒業式は、本土空襲下の大戦最末期である1945年7月29日に予士で行われた第60期生卒業式であった（本科では同年6月の第58期生卒業式、航士では同年3月の第58期生卒業式）。

### 武窓用語
以下は陸士・航士・予士（予科）および一部は陸幼でも使用されていた「用語（武窓用語）」および「隠語」。初期の帝国陸軍および陸士はフランス陸軍とドイツ陸軍に倣っていたことから、フランス語・ドイツ語に由来する用語が散見される。
- 「俺」 - 「一人称」。
- 「貴様」 - 「二人称」。
- 「Dコロ」 - 「陸幼出身者」[41]。中学出身者が陸幼出身者に対して使う蔑称[41]。「カデ＝KD」のDに由来[41]。
- 「Pコロ」 - 「中学出身者」[41]。陸幼出身者が中学出身者に対して使う蔑称[41]。語源はドイツ語のPlatpatrone=空包[41]（正しくはプラッツパトローネ Platzpatrone）。陸幼出身者が自分たちをScharfepatrone=実包（正しくはシャルフェ・パトローネ scharfe Patrone）に見立て、中学出身者は音だけの空包に過ぎない、と揶揄したもの[41]。
- 「稚児」 - 「校内の美男子」。また、陸士や陸幼の一部に存在した男色文化から、上級生や区隊長の寵愛を受けているとされる者を指す。
- 「土管」 - 候補生・生徒ないし士官学校のこと。「士官」に「土管」をかけた。
- 「新品」 - 「新任少尉」。
- 「講堂」 - 「教室」。陸士では部屋の大小にかかわらず教室は全て講堂と呼称、特に大規模なものは大講堂と称した。
- 「極楽坂」・「地獄坂」 - 「市ヶ谷台の正門内の坂」。休日外出時はこの坂を意気揚々と下り、反対に帰校時は意気消沈で上ることから。
- 「コンパ」 - 同期間・上下級生間で行われる集会、親睦会。飲食や余興を楽しむ。

## 歴代校長

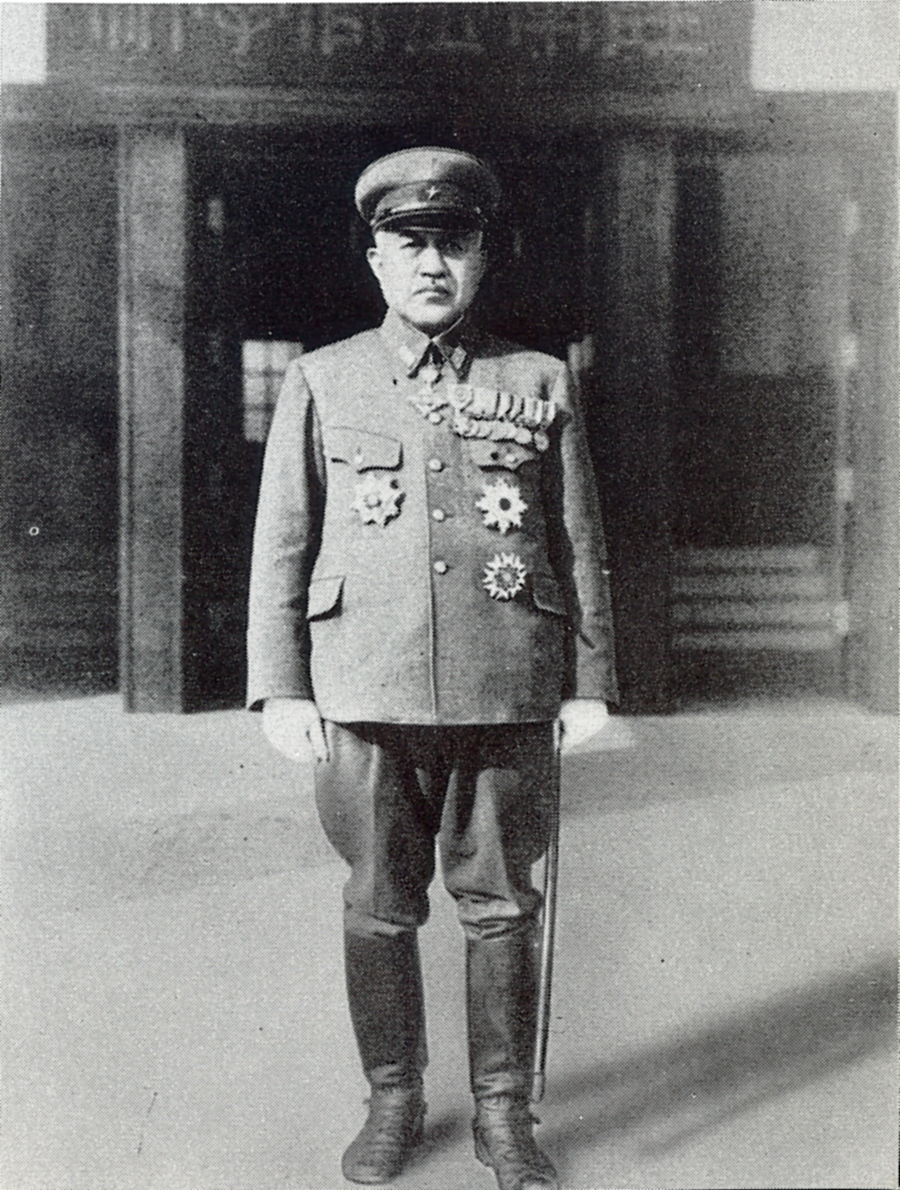
陸士本部前（相武台）にて記念撮影の第36代校長土肥原中将。後方、市ヶ谷台から移設され同様に玄関上に掲げられていた校名扁額（「校學官士軍陸」）が見える

### 陸軍兵学寮
頭
1. 鳥尾小弥太 少将：1872年4月4日[42] -
2. 曾我祐準 少将：1873年5月18日[42] - 1875年5月9日（廃止）[42]

### 陸軍士官学校
校長
1. 曾我祐準：明治7年10月22日 -
2. 大山巌：明治11年12月14日 -
3. 谷干城：明治13年4月29日 -
4. 小沢武雄：明治14年10月27日 -
5. 三浦梧楼：明治15年2月6日 -
6. 小沢武雄：明治18年5月21日 -
7. 曾我祐準：明治18年7月26日 -
8. 滋野清彦：明治19年9月30日 -
9. （心得）寺内正毅 歩兵中佐：明治20年6月6日-
10. 寺内正毅 歩兵大佐：明治20年11月16日 -（同日付大佐進級）
11. 大久保春野 歩兵大佐：明治24年6月13日 -
12. 波多野毅 歩兵大佐：明治25年11月22日 -
13. 安東貞美 歩兵大佐：明治29年9月25日 -
14. 中村雄次郎 少将：明治30年9月28日 - 明治31年1月14日
15. （事務取扱）寺内正毅 少将：明治31年2月18日 -
16. 高木作蔵 歩兵大佐：明治31年12月23日 -
17. 南部辰丙：明治38年6月14日 -
18. 野口坤之：明治44年9月6日 -
19. 橋本勝太郎：大正元年11月27日 -
20. 与倉喜平 少将：大正4年2月15日 -
21. 白川義則：大正8年1月15日 -
22. 安満欽一 少将：大正9年8月10日[43] -
23. 鈴木孝雄：大正10年3月11日 -  大正11年8月15日[44]
24. 津野一輔 少将：大正11年8月15日[44]
25. 南次郎：大正12年10月10日 -
26. 宮地久寿馬：大正13年8月20日 - 1926年3月2日[45]
27. 真崎甚三郎：大正15年3月2日 -
28. 林仙之：昭和2年8月26日 -
29. 坂本政右衛門：昭和4年8月1日 -
30. 瀬川章友：昭和6年8月1日 -
31. 稲垣孝照：昭和7年5月23日 - 1934年3月5日[46]
32. 末松茂治：昭和9年3月5日 -
33. 山田乙三：昭和10年12月1日 -
34. 篠塚義男：昭和12年3月1日 -
35. 山室宗武：昭和13年6月18日 -
36. 土肥原賢二：昭和15年10月28日 -（軍事参議官との兼任）
37. 篠塚義男：昭和16年6月20日 -（軍事参議官との兼任）
38. 牛島満：昭和17年4月1日 -
39. 山室宗武：昭和19年8月8日 -
40. 北野憲造：昭和20年3月19日 -

## 映画
- 『陸軍士官学校』 - 1937年当時の予士・陸士（市ヶ谷台）を取材した日本活動写真製作、教育総監部監修の記録映画。1937年6月に陸士を卒業する第49期生（盛厚王等）などが描かれ、同年同月に建設された陸軍士官学校本部舎（現在部分現存）も劇中登場する。
- 『愛機南へ飛ぶ』 - 航士（修武台）出身の偵察機将校操縦者の活躍を描いた、1943年9月公開の陸軍航空本部監修の戦争映画（航空映画）。序盤にて航士（修武台）が取材されている。
- 『将校生徒の手記』 - 1944年当時の予士（振武台）を取材した理研科学映画製作、教育総監部監修の記録映画。